# Niassodon
Niassodon är ett utdött släkte inom familjen Kingoriidae bland dicynodonterna inom therapsiderna. Den fanns i provinsen Niassa i norra Moçambique under epoken loping, den yngsta geologiska epoken inom perm.
Släktet Niassodon beskrevs och namngavs av Rui Castanhinha, Ricardo Araújo, Luís C. Júnior, Kenneth D. Angielczyk, Gabriel G. Martins, Rui M. S. Martins, Claudine Chaouiya, Felix Beckmann och Fabian Wilde 2013. Släktet har en enda dokumenterad art, Niassodon mfumukasi.